# 米里夫卡 (赫梅利尼茨基州)
49°29′13″N 26°15′42″E / 49.48694°N 26.26167°E
米里夫卡（烏克蘭語：Мирівка）是位於烏克蘭西部的村莊，由赫梅利尼茨基州裡赫梅利尼茨基區的沃洛奇斯克市鎮負責管轄。該村始建於1549年，面積1.51平方公里，海拔高度298米，2001年人口410，人口密度每平方公里272.2人。